# Кампора (Салерно)
Кампора (итал. Campora) је насеље у Италији у округу Салерно, региону Кампанија.
Према процени из 2011. у насељу је живело 392 становника. Насеље се налази на надморској висини од 520 м.

## Становништво
| 1936. | 1951. | 1961. | 1971. | 1981. | 1991. | 2001. | 2011. |
| ----- | ----- | ----- | ----- | ----- | ----- | ----- | ----- |
| 1.134 | 1.127 | 1.013 | 897   | 783   | 721   | 563   | 461   |